# Yamaha M7CL

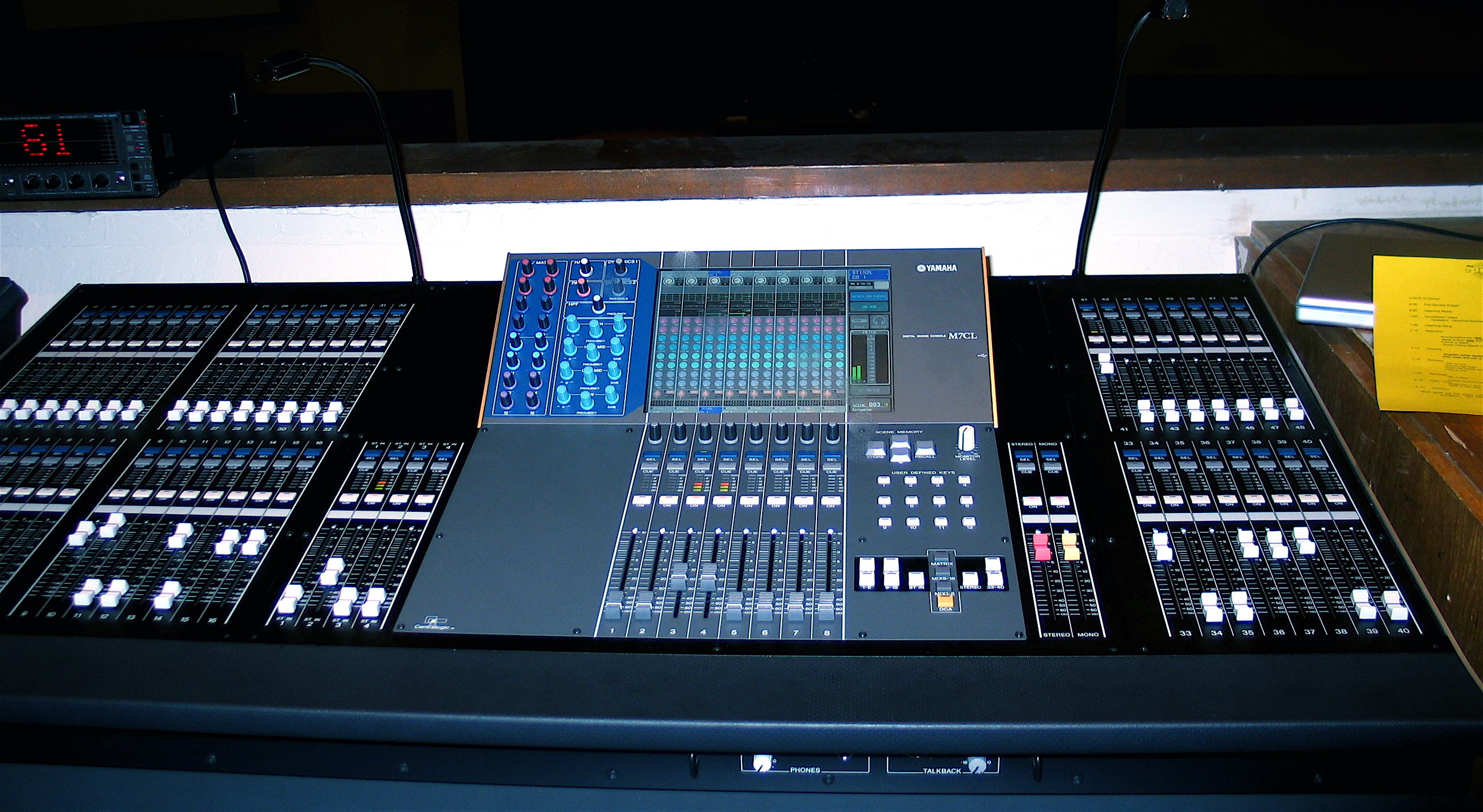
Yamaha M7CL-48

Yamaha M7CL - to cyfrowa konsoleta mikserska, produkowana od 2005 roku przez firmę Yamaha. Produkowana jest w dwóch wielkościach: M7CL-32 (32 kanały) i M7CL-48 (48 kanałów).

## Opis
M7CL to kolejna "wielkoformatowa" konsoleta mikserska produkowana przez Yamahę. Po modelu PM1D, gigantycznym stole mikserskim, oraz PM5D - następcy CS1D, M7CL to trzecia konsoleta tak duża i tak droga. 
Ostatnia konsoleta Yamahy wyposażona jest w duży dotykowy ekran, oraz technologie CentralogicTM i "Selected Channel Control".

### Modele
Seria M7CL składa się z trzech modeli:
- M7CL-32 - 32 kanały (2005)
- M7CL-48 - 48 kanałów (2005)
- M7CL-48ES - 48 kanałów, posiada 3 porty EtherSound (2010)

## M7CL-48ES
48ES różni się od zwykłego M7CL-48 tym, że w przeciwieństwie do modelu w 2005 roku nie posiada bezpośrednich złączy XLR. Wersja "ES" ma 3 porty EtherSound, którymi podłącza się M7CL-48ES do tzw. stagebox (model Yamaha SB168-ES). By obsłużyć M7CL-48ES, potrzebne są 3 takie stagebox'y (każdy po 16 kanałów). Poza tym, "ES" nie różni się niczym od modelu 48 z 2005 roku.